# باسبی
باسبی (به انگلیسی: Busby) یک حومه شهر در بریتانیا است که در رنفروشر شرقی واقع شده‌است.